# Laura's Ster
Laura's Ster (originele titel: Lauras Stern) is de verfilming uit 2004 van het gelijknamige kinderboek, geschreven door Klaus Baumgart. Het boek verscheen later ook onder de naam Het grote Laura's ster boek. De film werd geregisseerd door Piet De Rycker en Thilo Rothkirch.

## Verhaal
Als Laura met haar familie van het platteland verhuist naar de stad, ziet ze op haar eerste nacht in haar nieuwe buurt een ster vallen vlak bij haar woning op de grond. Ze gaat naar de ster toe en ziet dat de ster een gebroken punt heeft. Laura neemt de ster mee naar huis en doet een pleister op de ster. Dit is het begin van een bijzondere vriendschap.

## Rolverdeling

### Originele versie
| Acteur                | Personage |
| --------------------- | --------- |
| Céline Vogt           | Laura     |
| Sandro Lannotta       | Tommy     |
| Maximiian Artajo      | Max       |
| Brit Gülland          | Moeder    |
| Heinrich Schafmeister | Vader     |

### Nederlandse versie
| Acteur            | Personage |
| ----------------- | --------- |
| Veerle Burmeister | Laura     |
| Xavier Werner     | Tommy     |
| Jurre Wieten      | Max       |
| Ingeborg Wieten   | Moeder    |
| Hans Kesting      | Vader     |

## Achtergrond
Op meerdere malen verzoek vanuit Duitsland, besloot Hans Zimmer na lange tijd weer eens aan een Duitse filmproductie mee te werken. Hierbij kreeg hij hulp van muziekstudiocollega Nick Glennie-Smith.
Er is een televisieserie verschenen van de film en er zijn later ook enkele vervolgfilms uitgebracht. De film werd de meest succesvolle animatiefilm in de Duitse filmgeschiedenis.